# Abassia Belabbès
Abassia Belabbès, née le 15 octobre 1949 à Tiaret et morte le 28 avril 2010 à Tiaret, est une handballeuse algérienne.
Joueuse de l'équipe d'Algérie féminine de handball de 1967 à 1978, elle remporte la médaille d'or des Jeux africains de 1978 à Alger, puis a participé au Championnat du monde 1978.
Elle est aussi championne d'Algérie du lancer du javelot dans les années 1970.
Elle a ensuite été professeur d'EPS dans un Institut de technologie de l'éducation (ITE) de 1980 à 1998, date de son départ à la retraite.